# Municipio Tequila (Jalisco)
Koordinaten: 20° 53′ N, 103° 50′ W
Tequila ist ein Municipio im mexikanischen Bundesstaat Jalisco in der Región Valles. Das Municipio hatte beim Zensus 2010 40.697 Einwohner; die Fläche des Municipios beträgt 1.697,7 km².
Größte Stadt im Municipio und Verwaltungssitz ist das gleichnamige Tequila, weitere Orte mit mehr als tausend Einwohnern sind El Salvador und Santa Teresa.
Das Municipio Tequila grenzt an die Municipios San Martín de Bolaños, Ahualulco de Mercado, Amatitán, Cristóbal de la Barranca, Zapopan, Hostotipaquillo, Magdalena und San Juanito de Escobedo sowie an die Bundesstaaten Zacatecas und Nayarit.
Das Gemeindegebiet ist sehr reliefreich und liegt zwischen 700 m und 2300 m über dem Meeresspiegel. Mit Ausnahme weniger Täler hat es kaum Ebenen. Der Boden ist steinig und besteht vorwiegend aus Kalkstein, Andesit, Basalt und vulkanischem Gestein des Vulkans Tequila.